# Erex saga
Erex saga es una de las sagas caballerescas. Es una traducción en nórdico antiguo de Erec et Enide de Chrétien de Troyes. Aunque es una obra del siglo XIII, la transcripción completa más antigua está fechada en el siglo XVII, catalogada como AM 181b fol. (c. 1650), y sobreviven posteriores manuscritos.
Erex saga es un ejemplo que los valores que se expresan en la redacción son más propios de los escritores islandeses que no de los traductores noruegos. La saga no muestra valores de la corte noble de Noruega en el siglo XIII, sino de la Islandia rural o, al menos, la cultura monástica en la isla. Por ejemplo, en Erex Saga la actitud hacia la mujer se diferencia mucho de las fuentes francesas, mucho más cercano a las sagas nórdicas que no al romancero cristiano, cuando expresa que «la mujer tiene derecho a escoger su propio marido», algo más propio de la cultura germánica durante el paganismo.